# 奥伊尔多夫
奥伊尔多夫是德国巴伐利亚州下弗兰肯行政区巴特基辛根县的一个拥有市场权利的市镇。总面积16.34平方公里，总人口1541人，其中男性735人，女性806人（2011年12月31日），人口密度94人/平方公里。它是奥伊尔多夫市镇行政集体的驻地。

## 地理

### 地理位置
奥伊尔多夫位于法蘭克尼亞薩勒河的河谷里，在县府巴特基辛根的下游约8千米处。奥伊尔多夫溪在镇上从南侧注入法蘭克尼亞薩勒河。奥伊尔多夫的老区位于河的南畔，这里还有部分保留下来的城墙。新的居民区则位于北岸三面被河流环绕的山坡上。在奥伊尔多夫溪的河谷里还有一个村被并入奥伊尔多夫的村，位于镇的东部约3千米处。
地质上奥伊尔多夫的东南部属于韋恩河-劳恩河平原，西北部则属于南倫山。

### 周边镇
从北开始按照顺时针方向奥伊尔多夫的邻镇为萨勒河畔奥拉、巴特基辛根、拉姆斯塔尔、苏尔茨塔尔和埃尔弗斯豪森。

### 行政分化
奥伊尔多夫分两个居民点。

### 气候

奥伊尔多夫降水图

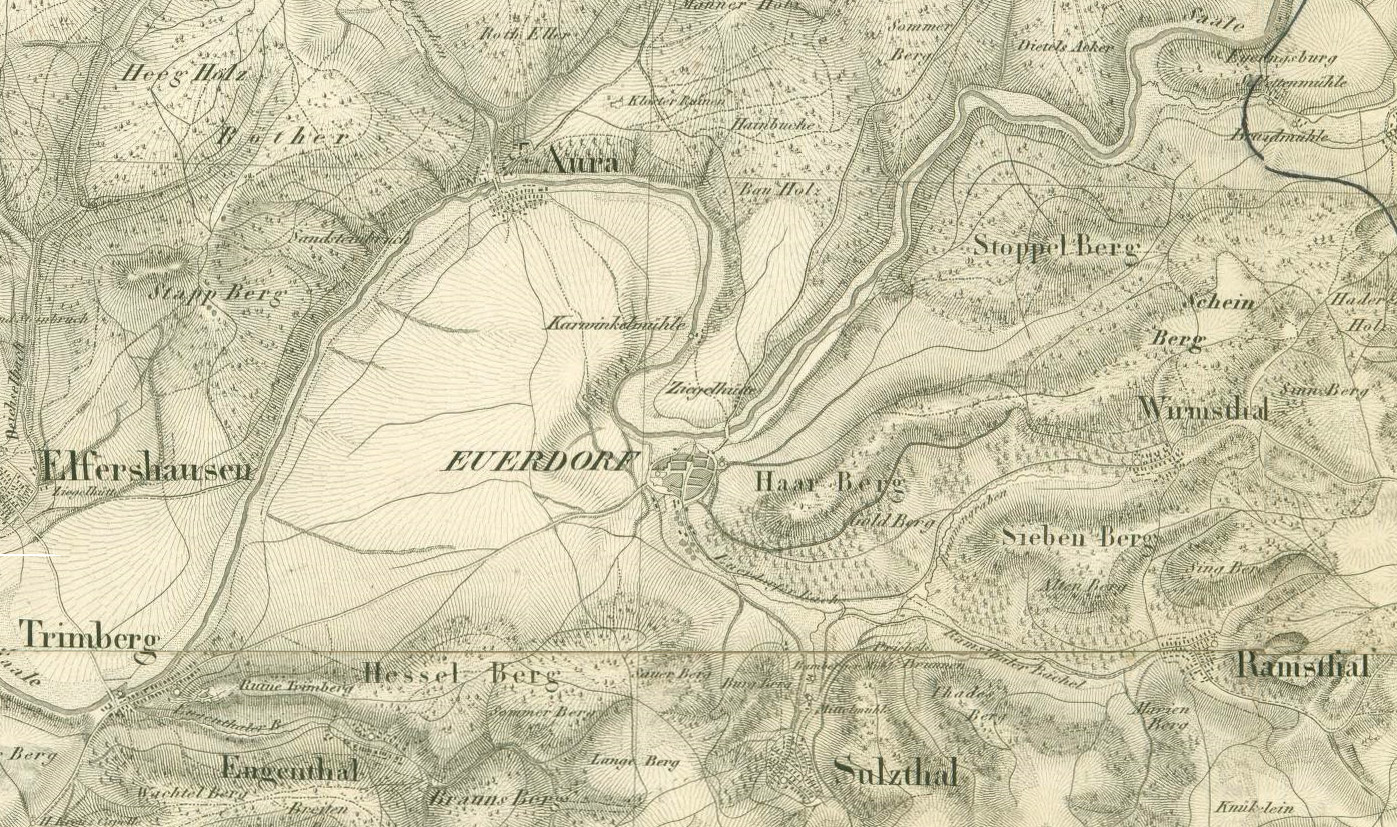
一副1853年地图上标示的奥伊尔多夫

奥伊尔多夫的平均年降水量为655毫米，因此在德国属于降水量比较低的三分之一的地区。原因是因为它位于伦山的雨影里。一年里的降雨量波动不大。最干燥的月份是9月，降水量最高的月份是6月，比9月高1.6倍。在德国只有6%的气象站测量到比这更低的年度波动。只有31%的气象站测量到的年平均降水量比奥伊尔多夫低。
年平均气温为摄氏8.6度，1月最冷，平均气温为-0.6度，8月最热，平均气温为17.7度。
奥伊尔多夫市中心离河岸近的地方受到大水的威胁。

## 名称
奥伊尔多夫由两个词根组成，后面的部分来自于古高地德語thorf，意思是“村”。前面的词根是村奠基人的名字Uro。

## 历史

### 从开始到18世纪
一份716年的文献中最早提到奥伊尔多夫。当时图林根-法兰克公爵黑丹二世把所有他在萨勒河河谷内的一座城堡附近的产业送给传教士圣威利布罗德。圣威利布罗德把这些地产交给他奠基的埃希特纳赫修道院。907年埃希特纳赫修道院和富尔达修道院交换产业，萨勒河畔的地产转给了富尔达。716年和907年的文献是对奥伊尔多夫历史最主要的记录。

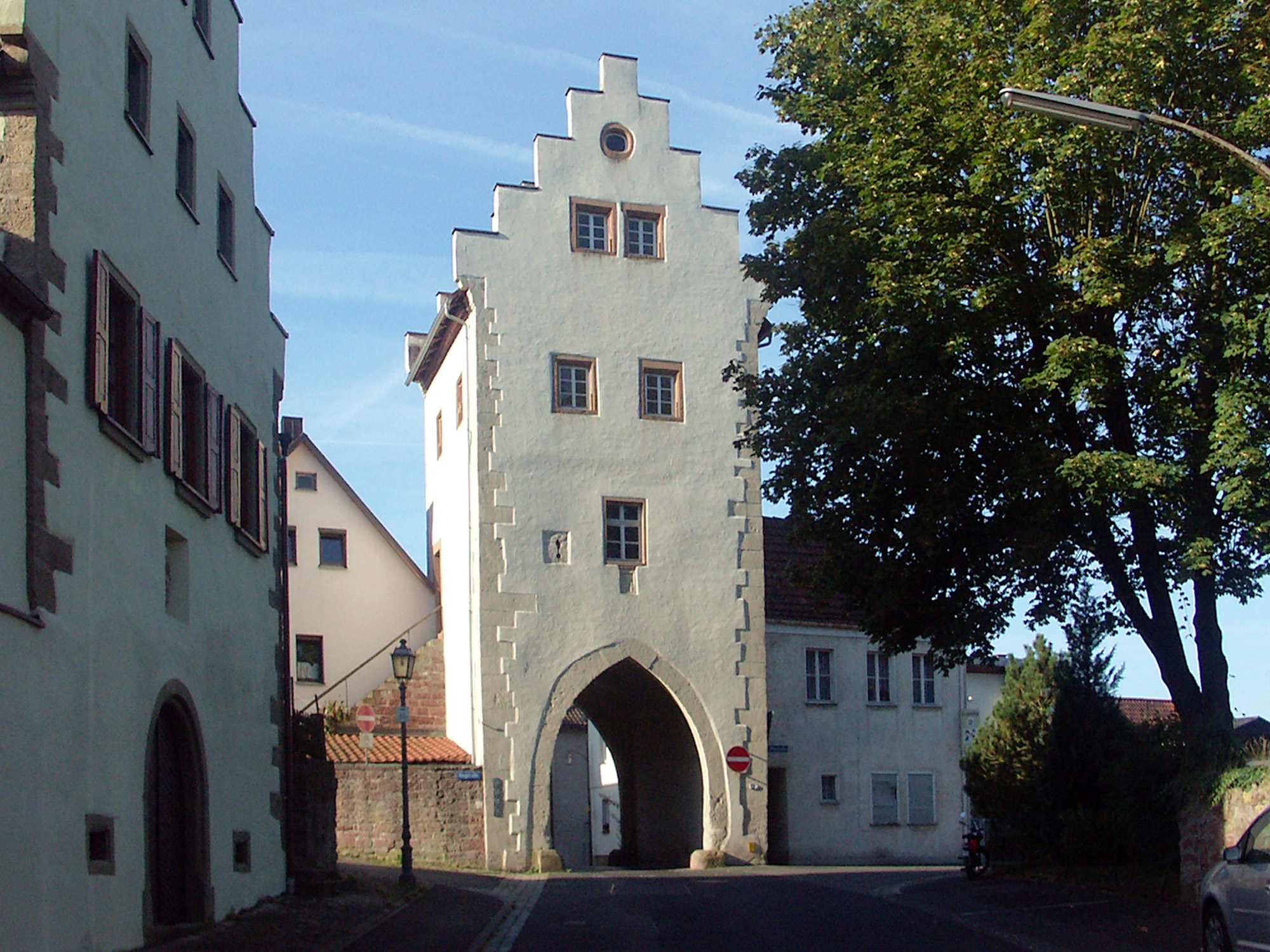
城门，左侧为过去收十一税的楼

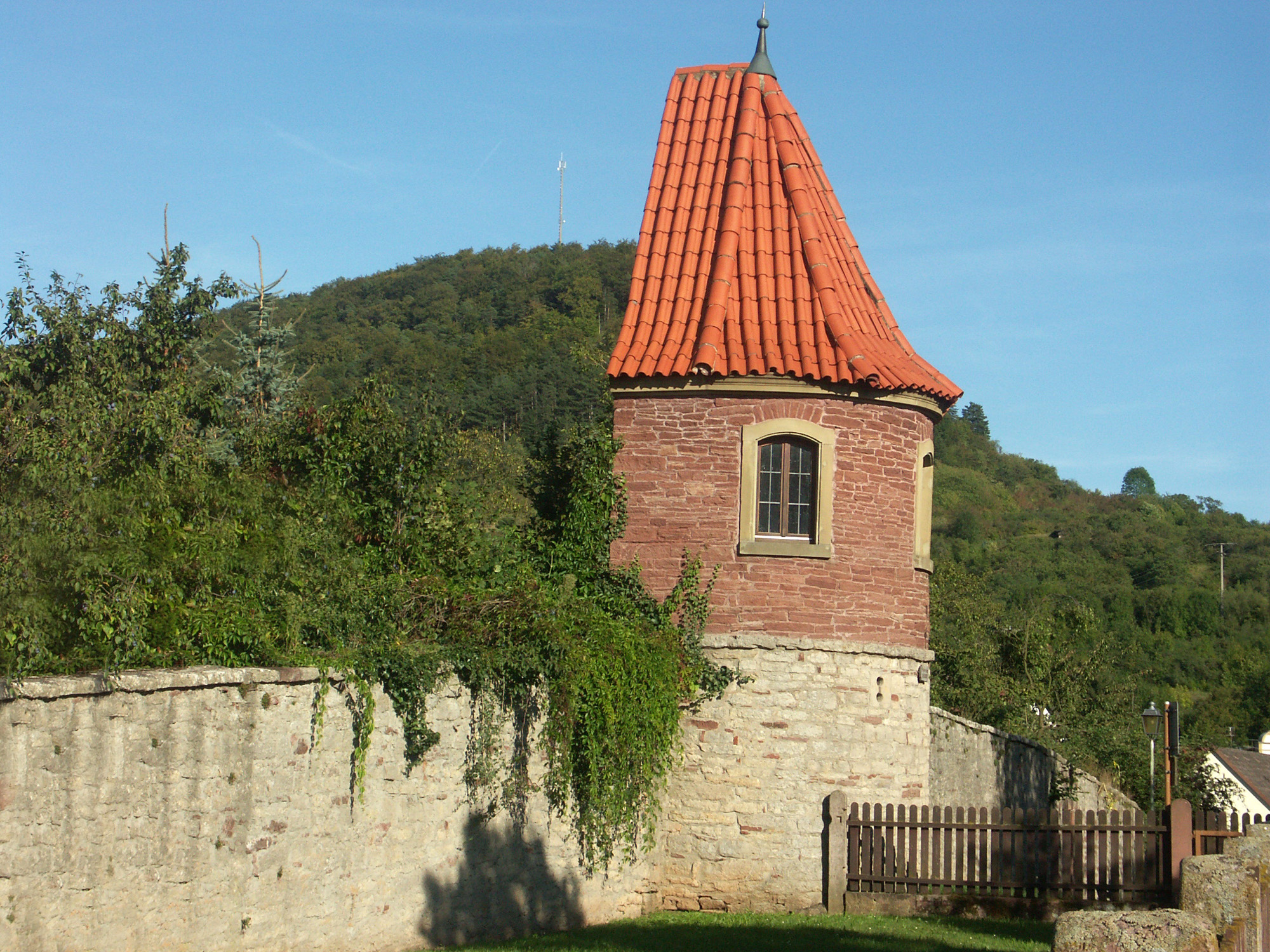
城墙和重建的守卫塔

从1430年开始奥伊尔多夫拥有市场权。在一份1494年的文献里提到奥伊尔多夫的威利布罗德小教堂。维尔茨堡主教朱利叶斯·埃克特·冯·梅斯珀布伦统治时期奥伊尔多夫建造了一座环绕镇的城墙。城墙开三座门。今天城墙的部分以及一座守卫塔和一座城门还保存下来。今天的环城道是沿过去的城墙建造的，过去今天公路所在的地方是一道城墙外环城的沟。

### 19世纪至21世纪
1803年在世俗化过程里奥伊尔多夫被划给巴伐利亚。1805年巴伐利亚把这里与蒂羅爾交换给大公費迪南多三世来组成维尔茨堡大公国。1814年它最终归属于巴伐利亚。
1802到1804年间在奥伊尔多夫设立了一个地方法庭和一个地租局，它们管理周边共24个镇。1925年地方法庭被取消，哈默尔堡的地方法庭负责奥伊尔多夫的法庭事务。

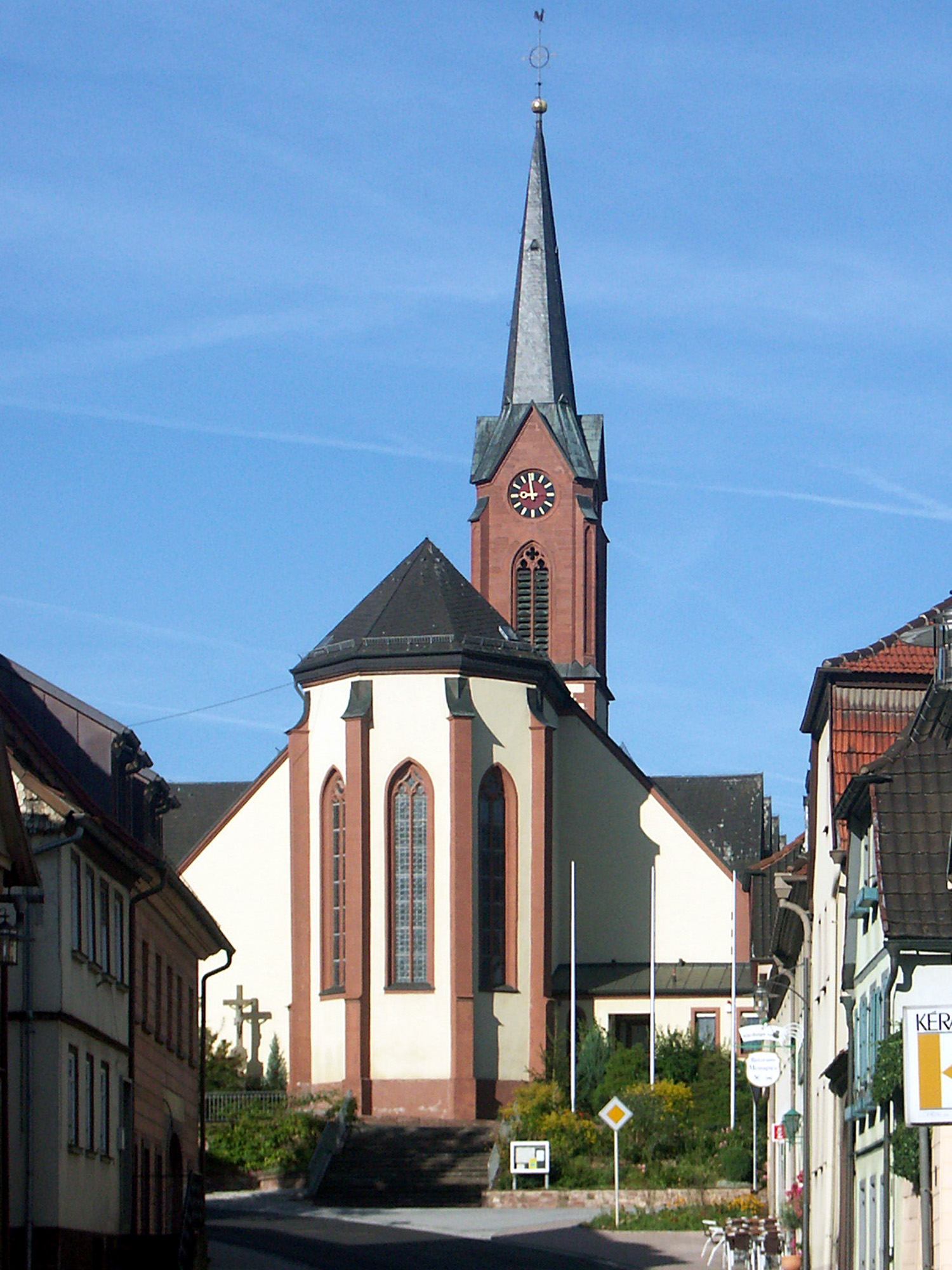
施洗約翰教堂

天主教施洗約翰教堂建于1602年。1872年9月15日教堂被大火焚毁后人们按照后哥特式风格将它重建。1974年至1977年教堂被扩建。今天奥伊尔多夫与它周边镇同属一个牧区。
1924年奥伊尔多夫获得铁路服务。
第二次世界大战后到1964年为止建筑工作主要在南岸的老区进行。此后的发展主要在北岸进行，在这里房屋之间的距离比在南岸老城区的距离要宽敞得多。
2011年当地的恐龙足迹生态保护区被巴伐利亚环保部正式认准为巴伐利亚最美丽的100个生态保护区之一。2007年在清理風暴基里爾的破坏的时候当地发现了主龍類和恐龙的先辈的足迹，这样设立了这个保护区。
2013年10月25日巴伐利亚农业部长授予奥伊尔多夫的市场“巴伐利亚州奖：村翻修和建筑文化”。

### 合并
1978年5月1日巴伐利亚行政区域改革时东部3千米处的一个村被并入奥伊尔多夫。与此同时奥伊尔多夫还和它周边的镇组成行政集体。

### 人口发展
| 年   | 1961 | 1970 | 1980 | 1985 | 1990 | 1995 | 2000 | 2005 | 2010 | 2015 |
| 人数 | 1463 | 1543 | 1478 | 1523 | 1656 | 1822 | 1677 | 1641 | 1575 | 1498 |

## 政治

### 镇议会
2020年3月15日最后一次地区选举后镇议会有12名成员。选举结果如下：
|  | 巴伐利亚基督教社会联盟/巴伐利亚自由选民 | 4席 |  |
|  | 公民群                                  | 6席 |  |
|  | 维尔姆斯塔尔自由选民群                  | 3席 |  |

### 镇长
从2020年5月1日开始彼得·贝尔格尔（公民群）任镇长。2020年3月15日他以66.7%的选片当选，参选率为72.0%。

### 镇徽
银色的底，下面是一座有三个峰的绿色的山，两根依附在红色柱上的绿色葡萄藤，各有两串金色的葡萄和两枚绿色的叶子。
最早的已知的镇的印章来源于1650年，当时的印章上已经有4枚葡萄。当时种葡萄是当地非常重要的经济来源。从那个时候开始它逐渐失去它的重要性。环绕印章刻有“市场萨勒河畔奥伊尔多夫”的字样。掌印的顶部刻有上帝的羊羔的图案。19世纪葡萄完全被上帝的羊羔取代。一直到19世纪末葡萄串再次被引入，而且完全取代了羊羔。

## 名胜

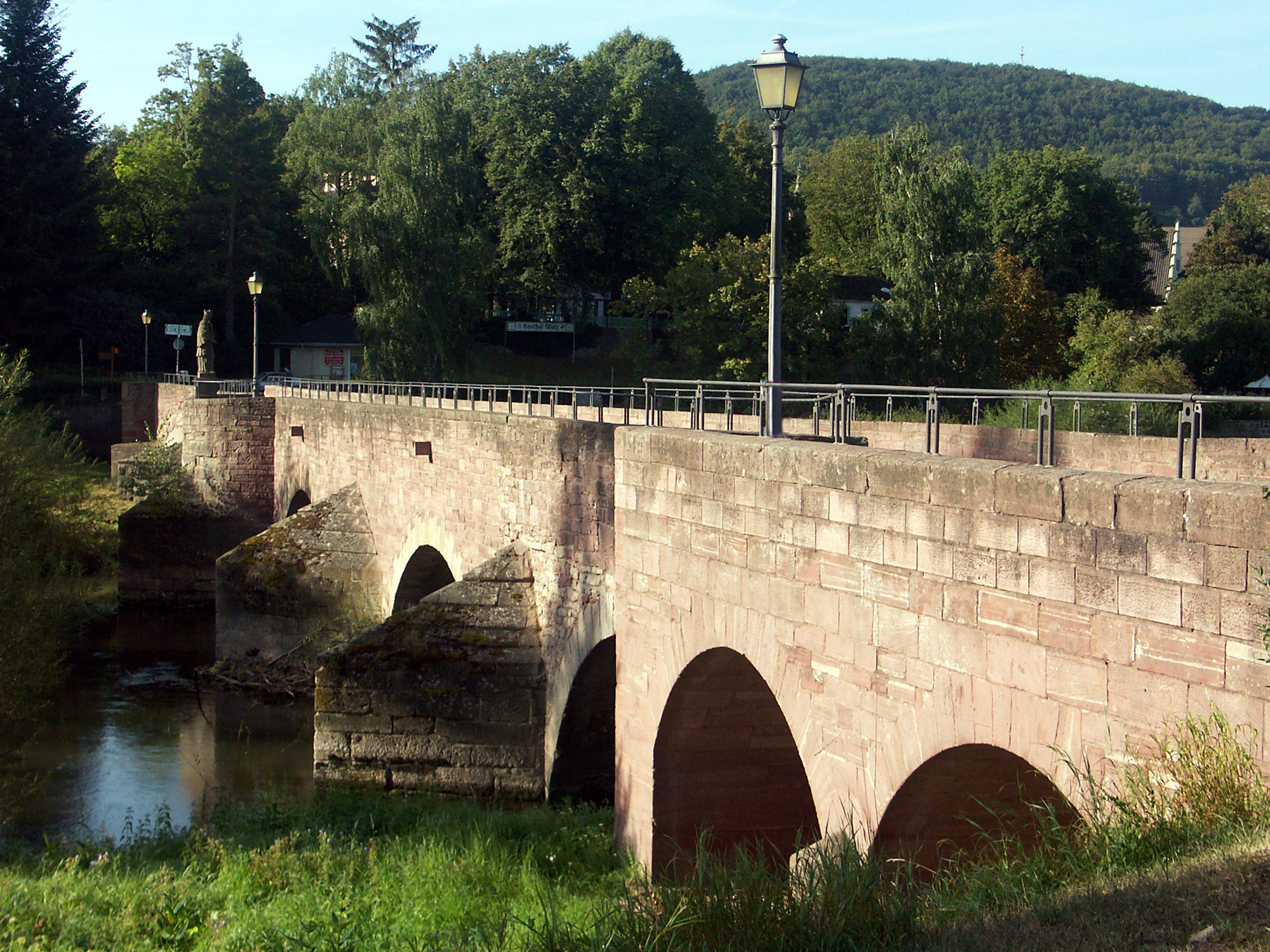
老桥

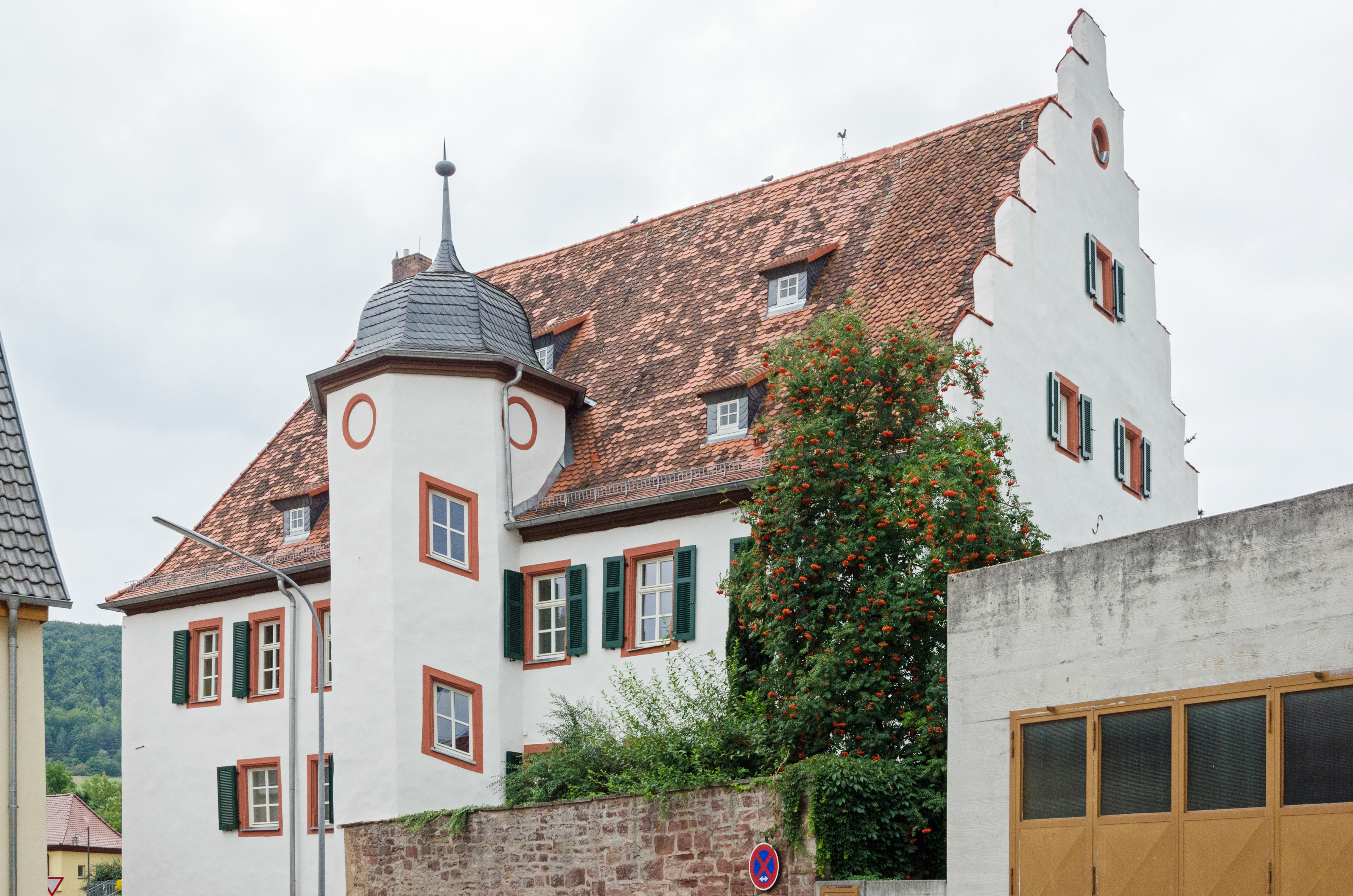
过去的维尔茨堡大教堂狩猎宫和办公楼，今天是三叠纪博物馆

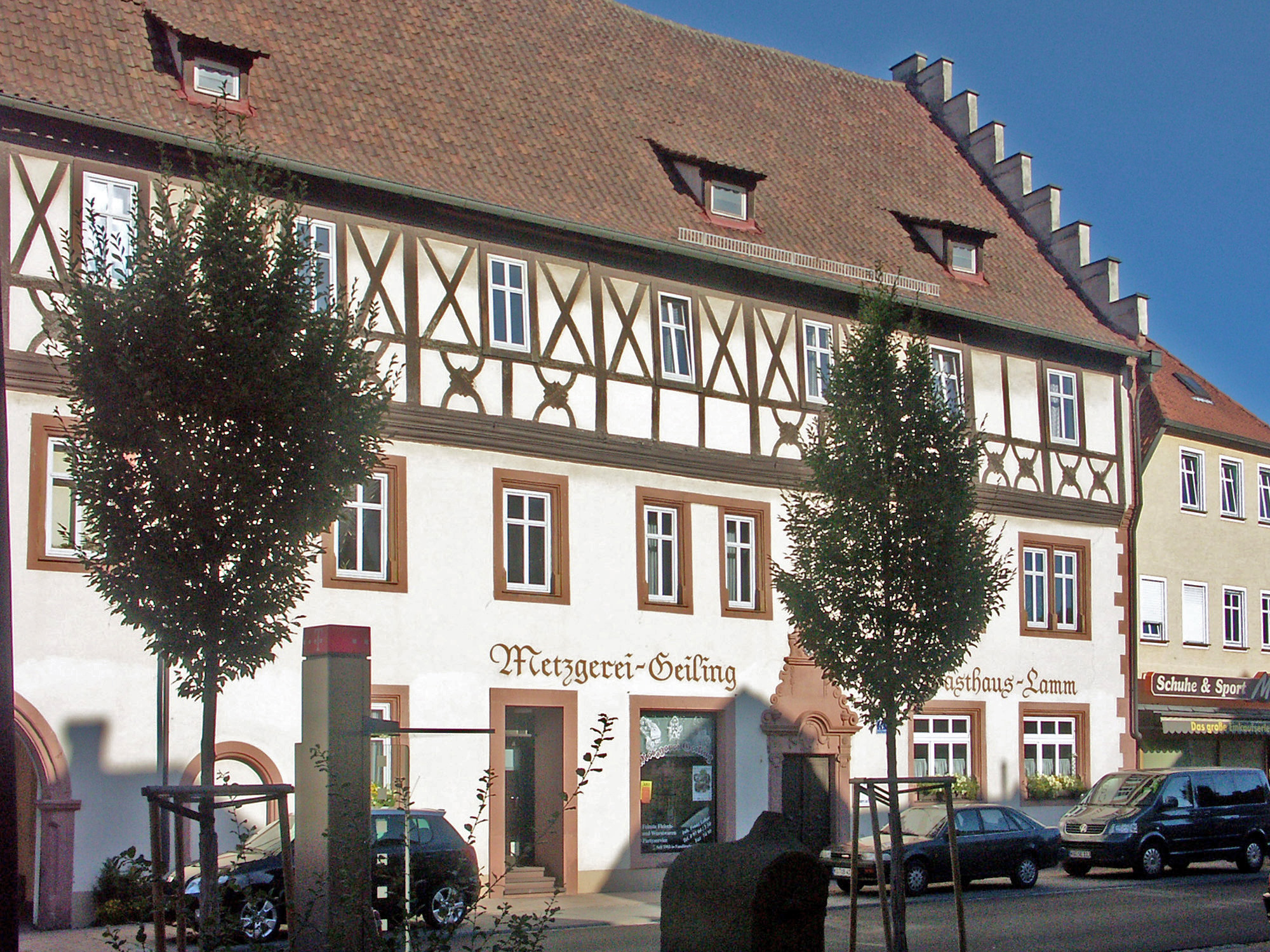
金羊饭店

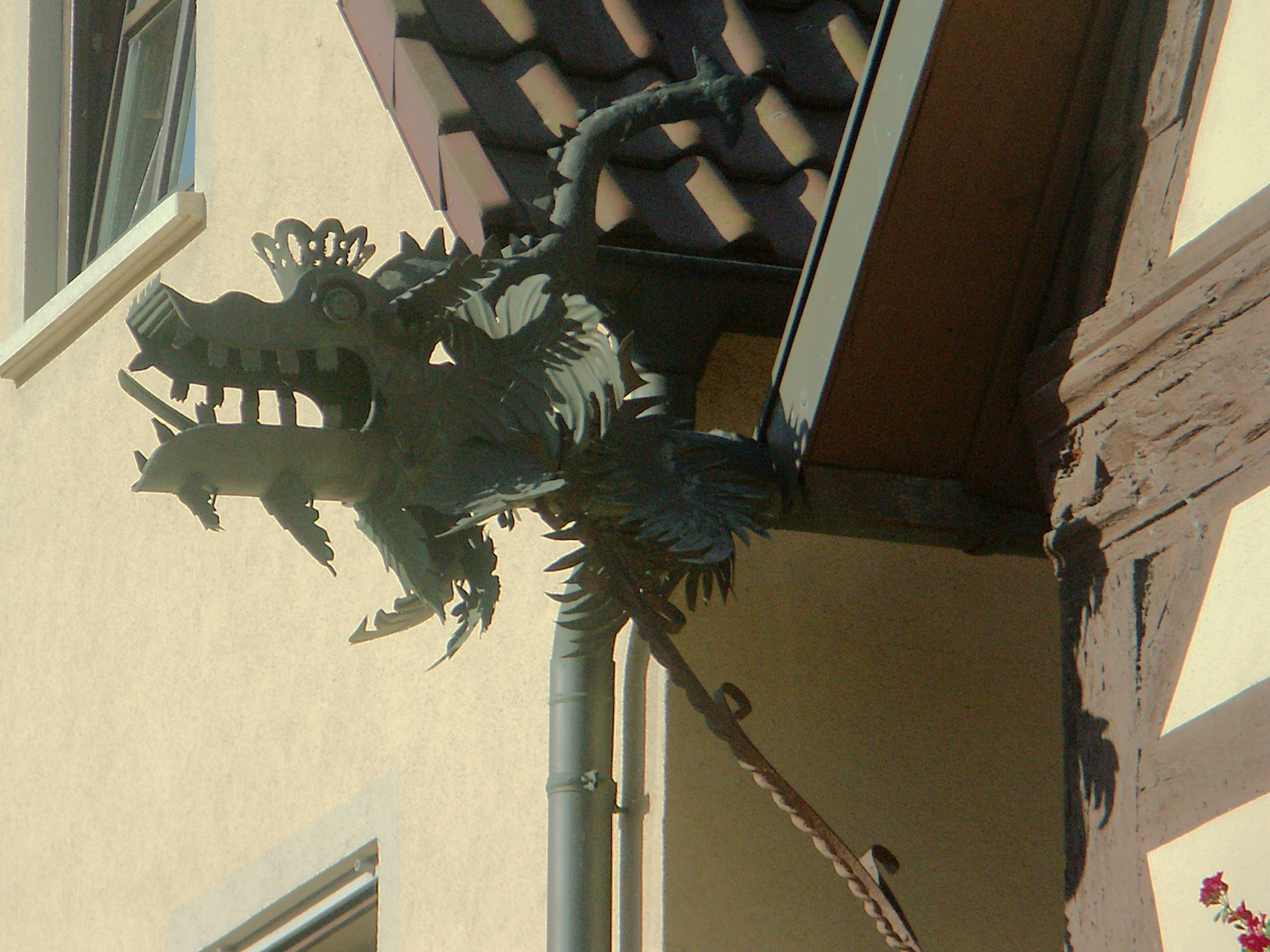
一座居民楼上的雨漏

- 老桥，是一座跨越萨勒河的8拱石桥，过去是通往巴特基辛根大路的一部分。桥最早的部分是16世纪建造的。约1740年桥被扩建，1992年和93年桥被完整翻修。桥上有一1723年刻的臬玻穆的若望石像。
- 城楼，是城墙三座城门中唯一留下的。这座城楼里有过去守门人的住房，它有三层楼高，有一座馬頭牆。
- 三叠纪博物馆，坐落于1598年建造的维尔茨堡大教堂管理办公楼内，以及邻近的过去的狩猎行宫和森林管理楼里。展出的有当地出土的三叠纪化石。博物馆的展览解说当地环境的变化，当地生存的动植物、它们的灭绝和产生，以及它们生活时的生态环境。
- 老什一税楼，位于城楼附近，是一座16世纪的很结实的大楼，正面有马头墙。过去这里是收集和储藏交给教会的什一奉獻的地方。由于当地过去是葡萄产地，因此什一税的主要产品是葡萄，因此这座楼也被称为维尔茨堡大教堂的酿酒地窖。今天那里是住房。
- 羊羔酒店，是一座有马头墙的三层楼建筑。最上层是桁架式结构。这座酒店在1595年时就被提到，当时是村的酒店。1781年它被卖给私人。
- 施洗約翰教堂，呈哥特式风格。最早的教堂建筑建于1602年。1872年大火后教堂被重建。1974年翻修的时候教堂被完全重新布置和扩展。
- 威利布罗德小教堂，是一座1868年在当地墓地建造的一座简单的小教堂。它的前身已经在1494年就被提到，而且当时也被用做朝圣的目的地。
- 维尔姆斯塔尔教堂，也是以施洗約翰命名的。今天的教堂建筑是古典派风格，是1823年建造的。最后一次修复是1971年到1973年。教堂内部的布置部分源于17世纪。
- 养老院，建于1902年，是一座砂岩建筑，表面有修饰山墙。这座养老院是当地出身的一名商人送给他的家乡的。
- 雨漏，在市场广场上有一座18世纪的居民房，一座华丽的桁架式结构建筑，上面有对于居民房来说非常不寻常的雨漏。
- 恐龙足迹生态保护区，在奥伊尔多夫萨勒河畔的砂岩（约2.4-2.5亿年前形成）里发现了主龍類恐龙和恐龙前辈的足迹。2011年巴伐利亚环境保护部把奥伊尔多夫的恐龙足迹列入巴伐利亚最美丽的100个生态保护区内。在巴伐利亚这里是面积最大的恐龙足迹群。
- 生态保护区矮人洞，沿萨勒河畔的老奥伊尔多夫街上有一处砂岩大面积崩裂。这里有10米高的岩壁。岩壁里的裂缝和洞穴就是传说中的“矮人洞”。

## 经济和基础建设

### 经济

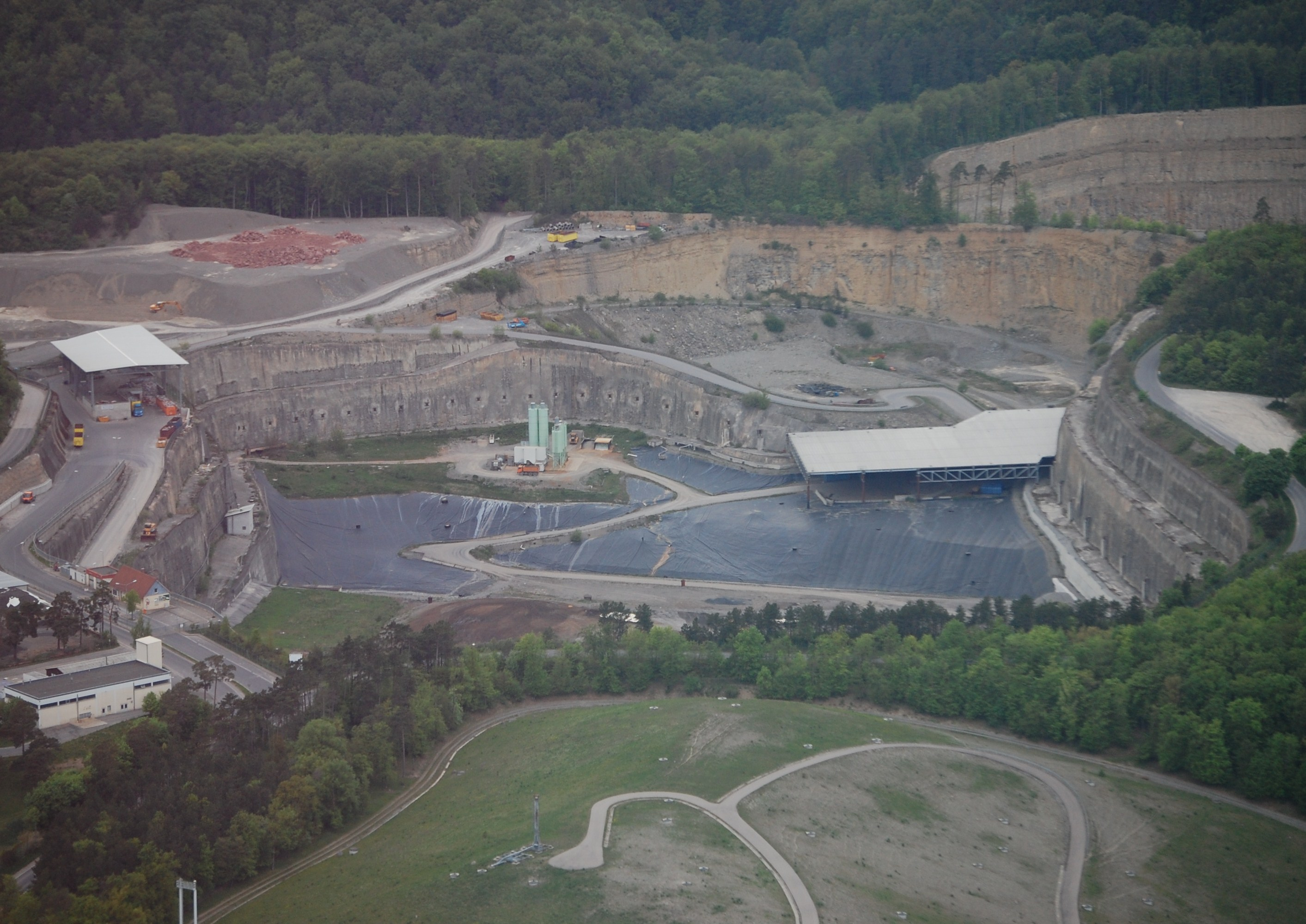
县垃圾堆填区

2007年镇的总税收收入为151.1万欧元，其中企业税收入为85.6万欧元。
据2007年数据镇上有义务交付社会保险的职员505人，其中246人在生产产业工作，169人在其它服务产业工作。生产产业中有3个职员数高于20人的企业，这3个企业中共有216名职员。其中包括生产防磨损和自动润滑技术的企业。
农业面积600公顷（1999年为577公顷），其中85%是耕田，12%是长期绿地。奥伊尔多夫是弗兰肯最北的葡萄种植地。
一个过去的采石场今天被用作巴特基辛根县的垃圾堆填区。这个堆填区拥有现代的多层隔绝层来保护堆积物不会扩散到周围环境里去。

### 交通
奥伊尔多夫有一座火车站，每小时有通往施韦因富特的班车。此外多条公共汽车线路通过奥伊尔多夫。
德国287号联邦公路通过奥伊尔多夫，沿此公路5千米外有上德国7号高速公路的夹道口。

### 教育
奥伊尔多夫有一座幼儿园，可以容纳75名儿童，和一座联合中小学，学校里共有约310名学生和15名教师。